# 藤原範茂
藤原 範茂（ふじわら の のりもち/のりしげ）は、鎌倉時代前期の公卿。藤原南家高倉流、式部権少輔・藤原範季の次男。官位は従三位・参議。順徳天皇の外叔父。

## 生涯
後鳥羽天皇の寵臣として仕え、後鳥羽天皇と姉・重子（修明門院）の子である順徳天皇の近臣でもあった。
建久9年（1198年）従五位下に叙爵。正治3年（1201年）肥前守に任じられた後、左衛門佐・左兵衛佐・左近衛少将と武官を歴任し、承元3年（1209年）従四位下に叙せられる。建暦2年（1212年）左近衛中将、建保7年（1219年）蔵人頭を経て、承久2年（1220年）従三位・参議に叙任され公卿に列した。
承久3年（1221年）丹波権守に任ぜられる。
同年、後鳥羽上皇が鎌倉幕府打倒の兵を挙げた承久の乱では倒幕の密議に深く関与し、自ら宇治川の戦いに出陣した。上皇方の敗北後、六波羅に拘禁され、乱の首謀者として斬罪が定められた。
都での処刑を避け、鎌倉へ北条朝時に護送される道中で、範茂自らが入水を希望し足柄山の麓の清川(貝沢川)を堰き止めて着物のたもとや懐に石を詰め込んで川へ沈んで最期を遂げた。
これは、当時、斬首されると五体不具となって極楽往生できないと信じられていたからである。
辞世の句「思いきや　苔の下水せきとめて　月ならむ身の　やどるべきとは」
子の範継は北条泰時の意向により助命された。また、死後の承久3年12月10日（1222年1月23日）に範茂の邸が放火された。
南足柄市怒田の範茂史跡公園に、室町時代前期の作で範茂の墓と伝えられる宝篋印塔がある。
静岡県御殿場市の藍澤五卿神社は、承久の乱で処刑された藤原範茂・一条信能・源有雅・葉室宗行・藤原光親を祀っている。

## 官歴
- 建久9年（1198年）正月11日：六位蔵人、正月24日：従五位下
- 正治3年（1201年）正月29日：肥前守
- 建仁2年（1202年）閏10月24日：左衛門佐
- 建仁3年（1203年）10月24日：従五位上
- 元久2年（1205年）正月5日：正五位下（春宮御給）、正月29日：遷右兵衛佐、8月17日：復任
- 承元元年（1207年）10月29日：右近衛少将、12月9日：越後守
- 承元3年（1209年）正月5日：従四位下（修明門院御給）
- 承元5年（1211年）正月21日[1]：従四位上
- 建暦2年（1212年）正月13日：右近衛中将
- 建保3年（1215年）2月14日：正四位下（修明門院御給）
- 建保6年（1218年）4月21日：左近衛中将
- 建保7年（1219年）正月22日；蔵人頭
- 承久2年（1220年）正月22日：参議（左中将如元）、4月6日：従三位
- 承久3年（1221年）正月13日：丹波権守

## 系譜
- 父：藤原範季
- 母：平教子
- 妻：中納言局（平知盛の娘）
  - 男子：藤原範継（1206-?）
  - 女子：四条隆親室
- 生母不詳の子女
  - 男子：藤原範有
  - 男子：藤原範房（1212-1278）
  - 男子：藤原範能
  - 男子：藤原範任
  - 男子：雲円
  - 女子：忠成王妃